# Bahla-erőd
A Bahla-erőd az ománi Bahla oázisnál áll.

## Története
Az erődítményt a 12-15. században építette a környező területeket felügyelő törzs. A falak, tornyok kőalapra, vályogtéglákból épültek. Tartozik hozzá egy mecset, amelynek gazdagon díszített imafülkéje van. A vastag falakon figyelőtornyokat alakítottak ki, és számos kapu építettek. Az erődben több terem, fürdő, lakóhelyiség található.
Az erőd jó példája a középkori – a puskapor elterjedése előtti – oázisbeli iszlám erődítmény-építészetnek lekerekített tornyaival, csipkés oromzatú mellvédjeivel.

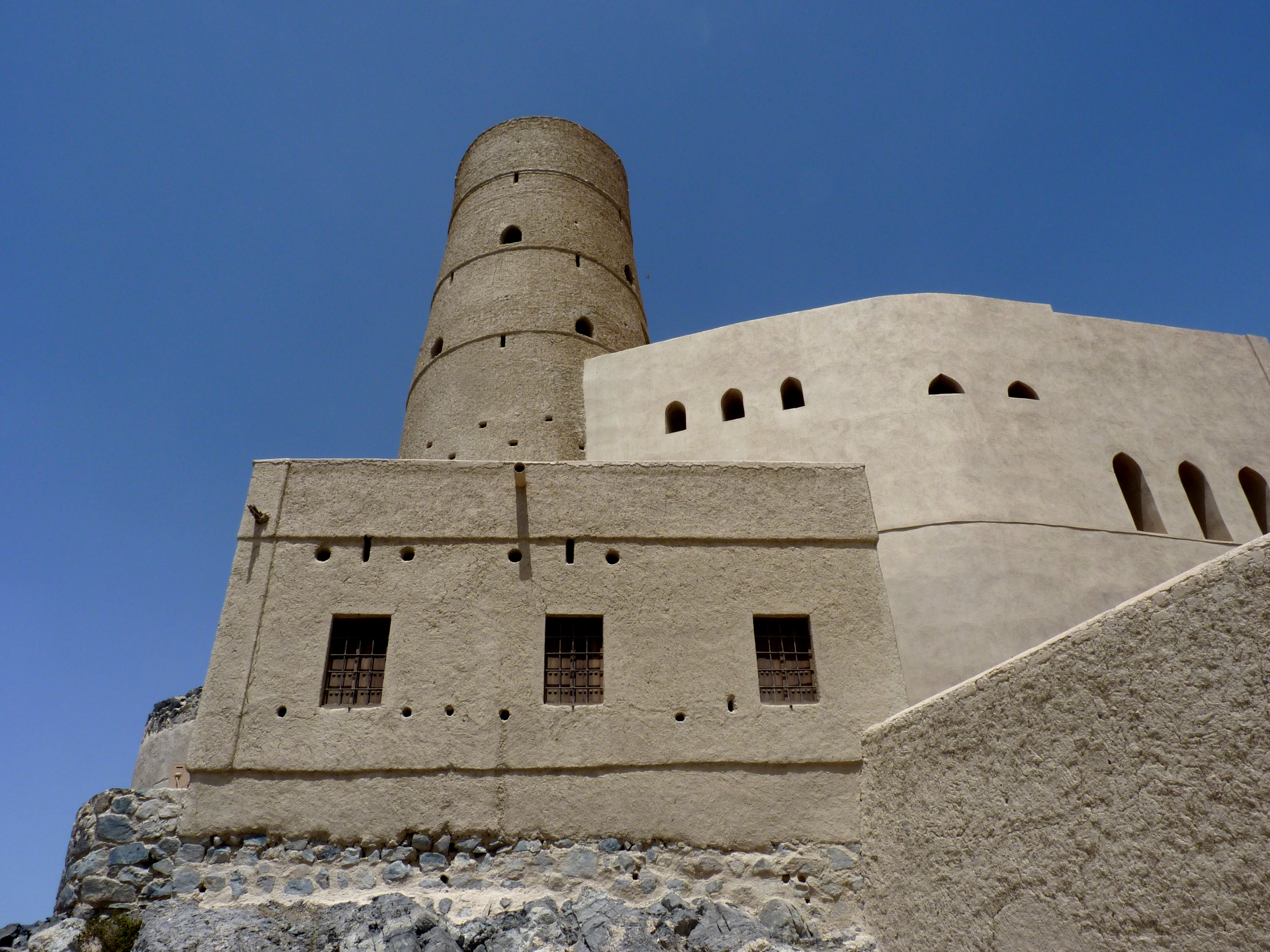
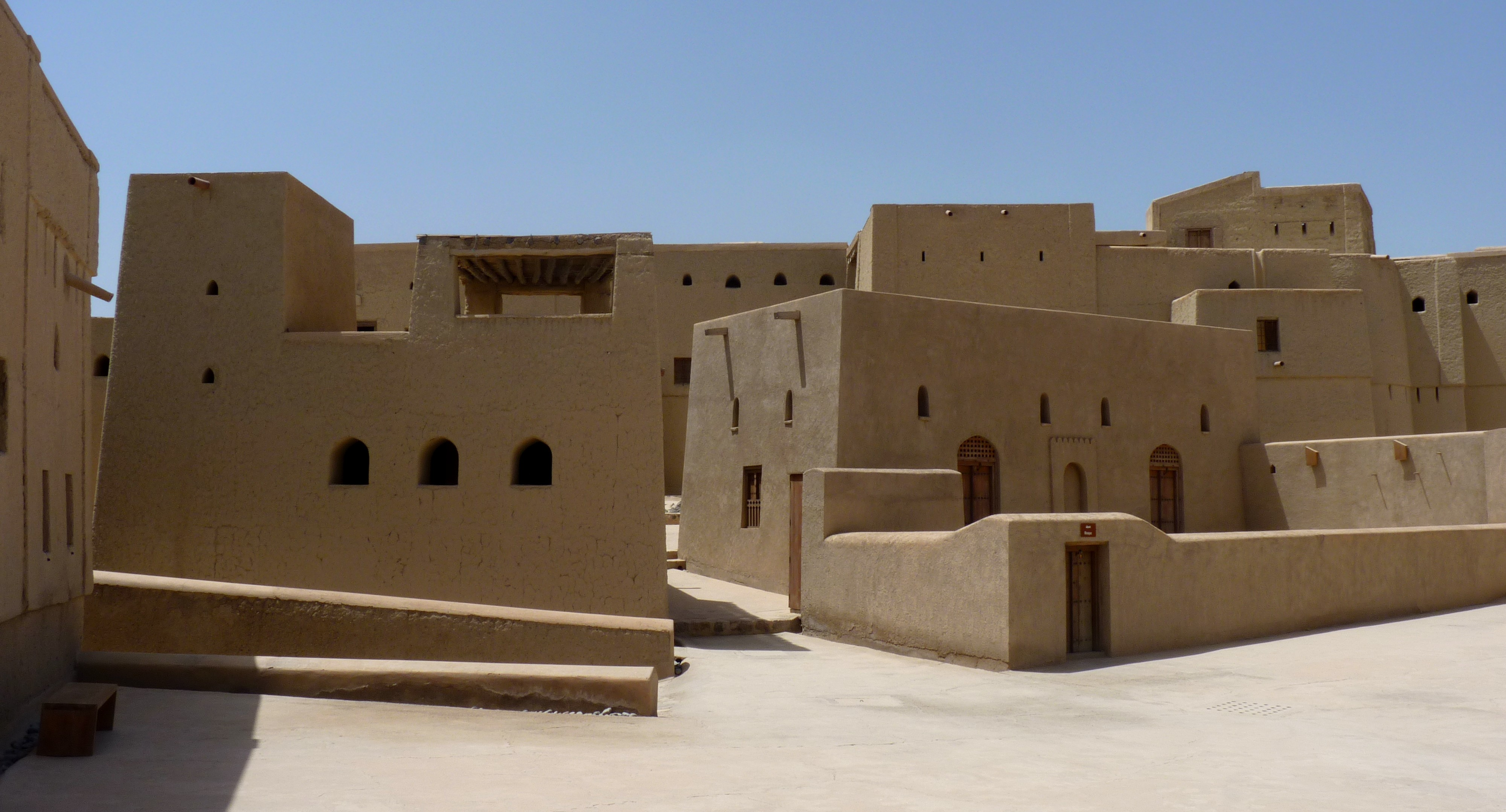
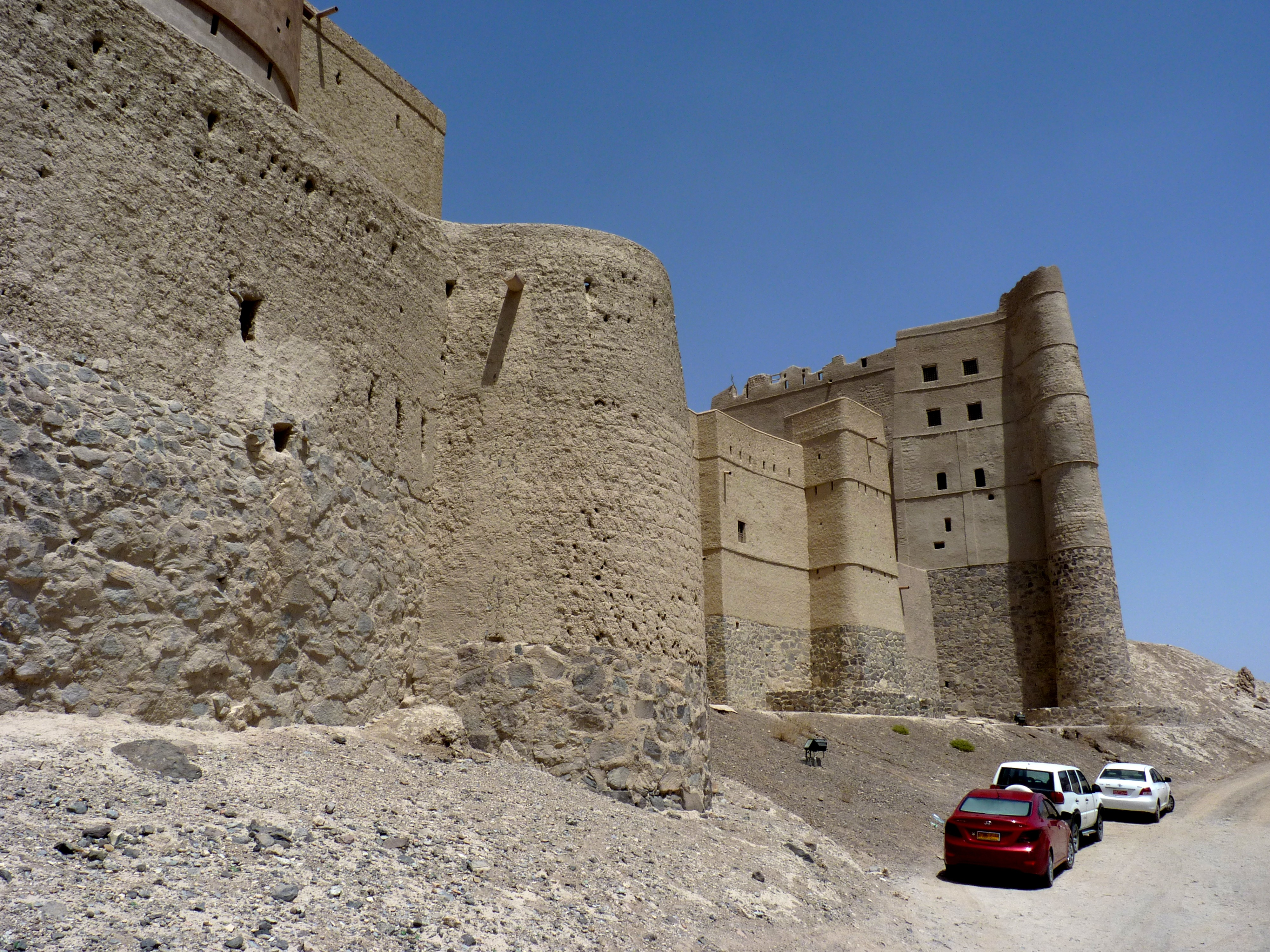